# Deuxième circonscription de la Côte-d'Or
La deuxième circonscription de la Côte-d'Or est l'une des cinq circonscriptions législatives françaises que compte le département de la Côte-d'Or (21) situé en région Bourgogne-Franche-Comté.

## Description géographique et démographique

### De 1958 à 1986
La deuxième circonscription de la Côte-d'Or était composée de :
- Canton de Dijon-Nord
- Canton de Dijon-Est
- Canton de Fontaine-Française
- Canton de Grancey-le-Château
- Canton d'Is-sur-Tille
- Canton de Mirebeau
- Canton de Pontailler-sur-Saône
- Canton de Selongey

Source : Journal Officiel du 14-15 Octobre 1958.

### Depuis 1988
La deuxième circonscription est délimitée par le découpage électoral de la loi n°86-1197 du 24 novembre 1986, elle regroupe les divisions administratives suivantes : 
- Canton d'Auxonne
- canton Dijon I
- canton Dijon III
- canton Dijon VIII
- Canton de Fontaine-Française
- Canton de Mirebeau-sur-Bèze
- Canton de Pontailler-sur-Saône

D'après le recensement général de la population en 1999, réalisé par l'INSEE, la population totale de cette circonscription est estimée à 100 698 habitants,.

## Historique des députations
| Législature | Début de mandat | Fin de mandat  | Député                             | Parti politique | Observations                                                                           |
| ----------- | --------------- | -------------- | ---------------------------------- | --------------- | -------------------------------------------------------------------------------------- |
| IXe         | 23 juin 1988    | 1er avril 1993 | Louis de Broissia,                 | RPR,            |                                                                                        |
| Xe          | 2 avril 1993    | 21 avril 1997  | Louis de Broissia,                 | RPR,            | Mandat écourté à la suite d'une dissolution parlementaire décidée par Jacques Chirac.  |
| XIe         | 12 juin 1997    | 18 juin 2002   | Louis de Broissia Jean-Marc Nudant | RPR             | Lors d'une partielle en 1998, à la suite de l'élection de Louis de Broissia au Sénat   |
| XIIe        | 19 juin 2002    | 19 juin 2007   | Jean-Marc Nudant,                  | UMP,            |                                                                                        |
| XIIIe       | 20 juin 2007    | 19 juin 2012   | Rémi Delatte,                      | UMP,            | Maire de Saint-Apollinaire                                                             |
| XIVe        | 20 juin 2012    | 20 juin 2017   | Rémi Delatte                       | UMP             | Maire de Saint-Apollinaire                                                             |
| XVe         | 21 juin 2017    | 21 juin 2022   | Rémi Delatte                       | LR              |                                                                                        |
| XVIe        | 22 juin 2022    | 9 juin 2024    | Benoît Bordat                      | LREM-Ensemble   | Mandat écourté à la suite d'une dissolution parlementaire décidée par Emmanuel Macron. |

## Historique des élections

### Élections de 1958
| Candidat       | Candidat            | Parti          | Premier tour | Premier tour | Second tour | Second tour |  |
| Candidat       | Candidat            | Parti          | Voix         | %            | Voix        | %           |  |
| -------------- | ------------------- | -------------- | ------------ | ------------ | ----------- | ----------- |  |
|                | François Japiot élu | CNIP           | 12 206       | 30,18        | 16 570      | 41,21       |  |
|                | Ernest Prat         | UNR            | 10 172       | 25,15        | 13 108      | 32,6        |  |
|                | Fernand Grenot      | SFIO           | 6 140        | 15,18        | 5 661       | 14,08       |  |
|                | Gilbert Longet      | PCF            | 5 082        | 12,57        | 4 874       | 12,12       |  |
|                | Gabriel Mignotte    | Modérés        | 4 778        | 11,81        | Retrait     | Retrait     |  |
|                | Francois Besson     | Extrême droite | 2 066        | 5,11         | Retrait     | Retrait     |  |
|                |                     |                |              |              |             |             |  |
| Inscrits       | Inscrits            | Inscrits       | 57 200       | 100,00       | 57 189      | 100,00      |  |
| Abstentions    | Abstentions         | Abstentions    | 15 611       | 27,29        | 16 409      | 28,69       |  |
| Votants        | Votants             | Votants        | 41 589       | 72,71        | 40 780      | 71,31       |  |
| Blancs et nuls | Blancs et nuls      | Blancs et nuls | 1 145        | 2,75         | 567         | 1,39        |  |
| Exprimés       | Exprimés            | Exprimés       | 40 444       | 97,25        | 40 213      | 98,61       |  |

Le suppléant de François Japiot était Charles Delatte, exploitant agricole.

### Élections de 1962
| Candidat       | Candidat                | Parti          | Premier tour | Premier tour | Second tour | Second tour |  |
| Candidat       | Candidat                | Parti          | Voix         | %            | Voix        | %           |  |
| -------------- | ----------------------- | -------------- | ------------ | ------------ | ----------- | ----------- |  |
|                | Henry Berger élu        | UNR-UDT        | 14 927       | 40,9         | 19 894      | 54,31       |  |
|                | François Japiot sortant | CNIP           | 9 366        | 25,66        | 16 736      | 45,69       |  |
|                | Gilbert Longet          | PCF            | 5 746        | 15,75        | Retrait     | Retrait     |  |
|                | Maurice Fourrier        | SFIO           | 4 578        | 12,54        | Retrait     | Retrait     |  |
|                | Jean Giraud             | MRP            | 1 877        | 5,14         | Retrait     | Retrait     |  |
|                |                         |                |              |              |             |             |  |
| Inscrits       | Inscrits                | Inscrits       | 60 495       | 100,00       | 60 493      | 100,00      |  |
| Abstentions    | Abstentions             | Abstentions    | 22 946       | 37,93        | 22 137      | 36,59       |  |
| Votants        | Votants                 | Votants        | 37 549       | 62,07        | 38 356      | 63,41       |  |
| Blancs et nuls | Blancs et nuls          | Blancs et nuls | 1 055        | 2,81         | 1 726       | 4,5         |  |
| Exprimés       | Exprimés                | Exprimés       | 36 494       | 97,19        | 36 630      | 95,5        |  |

Maurice Lombard, professeur, était suppléant d'Henry Berger.

### Élections de 1967
| Candidat       | Candidat                   | Parti          | Premier tour | Premier tour | Second tour | Second tour |  |
| Candidat       | Candidat                   | Parti          | Voix         | %            | Voix        | %           |  |
| -------------- | -------------------------- | -------------- | ------------ | ------------ | ----------- | ----------- |  |
|                | Henry Berger sortant réélu | UD-Ve          | 20 460       | 43,15        | 25 435      | 54,16       |  |
|                | Michel Cégretin            | FGDS (CIR)     | 10 833       | 22,85        | 21 532      | 45,84       |  |
|                | François Japiot            | CNIP (PDM)     | 8 472        | 17,87        | Retrait     | Retrait     |  |
|                | Gilbert Longet             | PCF            | 7 650        | 16,13        | Retrait     | Retrait     |  |
|                |                            |                |              |              |             |             |  |
| Inscrits       | Inscrits                   | Inscrits       | 65 611       | 100,00       | 65 609      | 100,00      |  |
| Abstentions    | Abstentions                | Abstentions    | 17 229       | 26,26        | 17 370      | 26,48       |  |
| Votants        | Votants                    | Votants        | 48 382       | 73,74        | 48 239      | 73,52       |  |
| Blancs et nuls | Blancs et nuls             | Blancs et nuls | 967          | 2            | 1 272       | 2,64        |  |
| Exprimés       | Exprimés                   | Exprimés       | 47 415       | 98           | 46 967      | 97,36       |  |

Le suppléant d'Henry Berger était Maurice Lombard, professeur à Dijon.

### Élections de 1968
| Candidat       | Candidat                   | Parti          | Premier tour | Premier tour | Second tour | Second tour |  |
| Candidat       | Candidat                   | Parti          | Voix         | %            | Voix        | %           |  |
| -------------- | -------------------------- | -------------- | ------------ | ------------ | ----------- | ----------- |  |
|                | Henry Berger sortant réélu | UDR (URP)      | 23 856       | 48,99        | 25 125      | 54,93       |  |
|                | Frédéric Lescure           | CD (PDM)       | 8 578        | 17,62        | 6 932       | 15,15       |  |
|                | Michel Cégretin            | FGDS (CIR)     | 8 498        | 17,45        | 13 685      | 29,92       |  |
|                | Gilbert Longet             | PCF            | 5 839        | 11,99        |             |             |  |
|                | José Dillenseger           | PSU            | 1 926        | 3,96         |             |             |  |
|                |                            |                |              |              |             |             |  |
| Inscrits       | Inscrits                   | Inscrits       | 65 708       | 100,00       | 65 704      | 100,00      |  |
| Abstentions    | Abstentions                | Abstentions    | 16 509       | 25,12        | 19 636      | 29,89       |  |
| Votants        | Votants                    | Votants        | 49 199       | 74,88        | 46 068      | 70,11       |  |
| Blancs et nuls | Blancs et nuls             | Blancs et nuls | 502          | 1,02         | 326         | 0,71        |  |
| Exprimés       | Exprimés                   | Exprimés       | 48 697       | 98,98        | 45 742      | 99,29       |  |

Le suppléant d'Henry Berger était Maurice Lombard, conseiller municipal de Dijon.

### Élections de 1973
| Candidat       | Candidat                   | Parti          | Premier tour | Premier tour | Second tour | Second tour |  |
| Candidat       | Candidat                   | Parti          | Voix         | %            | Voix        | %           |  |
| -------------- | -------------------------- | -------------- | ------------ | ------------ | ----------- | ----------- |  |
|                | Henry Berger sortant réélu | UDR (URP)      | 23 029       | 43,41        | 28 701      | 53,11       |  |
|                | Pierre Palau               | PS (UGSD)      | 12 960       | 24,43        | 25 340      | 46,89       |  |
|                | Marcel Caignol             | PCF            | 7 313        | 13,78        | Retrait     | Retrait     |  |
|                | Jacques Chevrot            | MR             | 6 935        | 13,07        | Retrait     | Retrait     |  |
|                | Marie-Thérèse Ginet        | PSU            | 1 799        | 3,39         |             |             |  |
|                | Aimé Thirard               | LCR            | 1 018        | 1,92         |             |             |  |
|                |                            |                |              |              |             |             |  |
| Inscrits       | Inscrits                   | Inscrits       | 69 323       | 100,00       | 69 310      | 100,00      |  |
| Abstentions    | Abstentions                | Abstentions    | 15 267       | 22,02        | 13 903      | 20,06       |  |
| Votants        | Votants                    | Votants        | 54 056       | 77,98        | 55 407      | 79,94       |  |
| Blancs et nuls | Blancs et nuls             | Blancs et nuls | 1 002        | 1,85         | 1 366       | 2,47        |  |
| Exprimés       | Exprimés                   | Exprimés       | 53 054       | 98,15        | 54 041      | 97,53       |  |

Le suppléant d'Henry Berger était Maurice Lombard.

### Élections de 1978
| Candidat       | Candidat                   | Parti          | Premier tour | Premier tour | Second tour | Second tour |  |
| Candidat       | Candidat                   | Parti          | Voix         | %            | Voix        | %           |  |
| -------------- | -------------------------- | -------------- | ------------ | ------------ | ----------- | ----------- |  |
|                | Henry Berger sortant réélu | RPR            | 31 260       | 46,74        | 36 539      | 52,68       |  |
|                | Hervé Vouillot             | PS             | 20 991       | 31,39        | 32 816      | 47,32       |  |
|                | Marie-Louise Yanelli       | PCF            | 8 117        | 12,14        |             |             |  |
|                | Raymond Cètre              | MDD            | 1 937        | 2,9          |             |             |  |
|                | Baudouin de Pimodan        | Divers droite  | 1 352        | 2,02         |             |             |  |
|                | Denis Clerc                | PSU (FA)       | 1 286        | 1,92         |             |             |  |
|                | André Fruthiot             | LO             | 895          | 1,34         |             |             |  |
|                | Aimé Thirard               | LCR            | 767          | 1,15         |             |             |  |
|                | Paul Garrigues             | UOPDP          | 276          | 0,41         |             |             |  |
|                |                            |                |              |              |             |             |  |
| Inscrits       | Inscrits                   | Inscrits       | 82 442       | 100,00       | 82 432      | 100,00      |  |
| Abstentions    | Abstentions                | Abstentions    | 14 193       | 17,22        | 11 925      | 14,47       |  |
| Votants        | Votants                    | Votants        | 68 249       | 82,78        | 70 507      | 85,53       |  |
| Blancs et nuls | Blancs et nuls             | Blancs et nuls | 1 368        | 2            | 1 152       | 1,63        |  |
| Exprimés       | Exprimés                   | Exprimés       | 66 881       | 98           | 69 355      | 98,37       |  |

Le suppléant d'Henry Berger était Maurice Lombard, Premier adjoint au maire de Dijon.

### Élections de 1981
| Candidat       | Candidat             | Parti          | Premier tour | Premier tour | Second tour | Second tour |  |
| Candidat       | Candidat             | Parti          | Voix         | %            | Voix        | %           |  |
| -------------- | -------------------- | -------------- | ------------ | ------------ | ----------- | ----------- |  |
|                | Henry Berger sortant | RPR (UNM)      | 28 315       | 46,76        | 31 609      | 47,20       |  |
|                | Hervé Vouillot élu   | PS             | 25 298       | 41,78        | 35 360      | 52,80       |  |
|                | Marie-Louise Yanelli | PCF            | 3 997        | 6,60         |             |             |  |
|                | Raymond Cêtre        | PSD            | 1 300        | 2,15         |             |             |  |
|                | Jean-Michel Pierret  | PSU            | 1 016        | 1,68         |             |             |  |
|                | Jean-Pierre Cusey    | LO             | 628          | 1,04         |             |             |  |
|                |                      |                |              |              |             |             |  |
| Inscrits       | Inscrits             | Inscrits       | 89 014       | 100,00       | 89 012      | 100,00      |  |
| Abstentions    | Abstentions          | Abstentions    | 27 693       | 31,11        | 21 304      | 23,93       |  |
| Votants        | Votants              | Votants        | 61 321       | 68,89        | 67 708      | 76,07       |  |
| Blancs et nuls | Blancs et nuls       | Blancs et nuls | 767          | 1,25         | 739         | 1,09        |  |
| Exprimés       | Exprimés             | Exprimés       | 60 554       | 98,75        | 66 969      | 98,91       |  |

Le suppléant d'Hervé Vouillot était Henri Burner, conseiller général du canton de Pontailler-sur-Saône, maire de Saint-Léger-Triey.

### Élections de 1988
| Candidat       | Candidat                           | Parti          | Premier tour | Premier tour | Second tour | Second tour |  |
| Candidat       | Candidat                           | Parti          | Voix         | %            | Voix        | %           |  |
| -------------- | ---------------------------------- | -------------- | ------------ | ------------ | ----------- | ----------- |  |
|                | Jean-Baptiste Viallon              | PS             | 12 046       | 34,46        | 18 167      | 48,23       |  |
|                | Louis de Froissard de Broissia élu | RPR (URC)      | 10 730       | 30,69        | 19 504      | 51,77       |  |
|                | Jean-François Court                | UDF (PR) (URC) | 4 957        | 14,18        |             |             |  |
|                | Christian de Crépy                 | FN             | 3 323        | 9,51         |             |             |  |
|                | Alain Bardot                       | PCF            | 2 154        | 6,16         |             |             |  |
|                | Philippe Peretti                   | MRG            | 1 750        | 5,01         |             |             |  |
|                |                                    |                |              |              |             |             |  |
| Inscrits       | Inscrits                           | Inscrits       | 56 015       | 100,00       | 56 013      | 100,00      |  |
| Abstentions    | Abstentions                        | Abstentions    | 20 459       | 36,52        | 17 600      | 31,42       |  |
| Votants        | Votants                            | Votants        | 35 556       | 63,48        | 38 413      | 68,58       |  |
| Blancs et nuls | Blancs et nuls                     | Blancs et nuls | 596          | 1,68         | 742         | 1,93        |  |
| Exprimés       | Exprimés                           | Exprimés       | 34 960       | 98,32        | 37 671      | 98,07       |  |

Le suppléant de Louis de Broissia était Louis Berthou, maire de Saint-Apollinaire, conseiller général du canton de Dijon-1.

### Élections de 1993
| Candidat       | Candidat                                     | Parti          | Premier tour | Premier tour | Second tour | Second tour |  |
| Candidat       | Candidat                                     | Parti          | Voix         | %            | Voix        | %           |  |
| -------------- | -------------------------------------------- | -------------- | ------------ | ------------ | ----------- | ----------- |  |
|                | Louis de Froissard de Broissia sortant réélu | RPR (UPF)      | 16 742       | 47,19        | 20 955      | 61,41       |  |
|                | Colette Popard                               | PS (ADFP)      | 6 353        | 17,91        | 13 170      | 38,59       |  |
|                | Marc Bergerot                                | FN             | 4 738        | 13,35        |             |             |  |
|                | Jean-Pierre Gillot                           | GÉ (EÉ)        | 3 356        | 9,46         |             |             |  |
|                | Alain Bardot                                 | PCF            | 2 155        | 6,07         |             |             |  |
|                | Paule Peaucelle                              | LT-LNÉ         | 1 277        | 3,6          |             |             |  |
|                | Jacqueline Lambert                           | LO             | 859          | 2,42         |             |             |  |
|                |                                              |                |              |              |             |             |  |
| Inscrits       | Inscrits                                     | Inscrits       | 56 595       | 100,00       | 56 493      | 100,00      |  |
| Abstentions    | Abstentions                                  | Abstentions    | 18 930       | 33,45        | 19 760      | 34,98       |  |
| Votants        | Votants                                      | Votants        | 37 665       | 66,55        | 36 733      | 65,02       |  |
| Blancs et nuls | Blancs et nuls                               | Blancs et nuls | 2 185        | 5,8          | 2 608       | 7,1         |  |
| Exprimés       | Exprimés                                     | Exprimés       | 35 480       | 94,2         | 34 125      | 92,9        |  |

Le suppléant de Louis de Broissia était Louis Berthou.

### Élections de 1997
| Candidat       | Candidat                                     | Parti          | Premier tour | Premier tour | Second tour | Second tour |  |
| Candidat       | Candidat                                     | Parti          | Voix         | %            | Voix        | %           |  |
| -------------- | -------------------------------------------- | -------------- | ------------ | ------------ | ----------- | ----------- |  |
|                | Louis de Froissard de Broissia sortant réélu | RPR            | 12 282       | 33,79        | 18 002      | 44,85       |  |
|                | Colette Popard                               | PS             | 9 210        | 25,34        | 16 862      | 42,01       |  |
|                | Liliane Floiras                              | FN             | 7 168        | 19,72        | 5 274       | 13,14       |  |
|                | Michel Julien                                | PCF            | 1 878        | 5,17         |             |             |  |
|                | Philippe Colas                               | Divers droite  | 1 220        | 3,36         |             |             |  |
|                | Michel Pipon                                 | Les Verts      | 1 041        | 2,86         |             |             |  |
|                | Jacqueline Lambert                           | LO             | 887          | 1,49         |             |             |  |
|                | Anne Maheu                                   | GÉ             | 728          | 2            |             |             |  |
|                | Jean-Louis Virat                             | US4J           | 442          | 1,22         |             |             |  |
|                | Alain Caignol                                | MDR            | 431          | 1,19         |             |             |  |
|                | Pierre Campagnac                             | LCR            | 422          | 1,16         |             |             |  |
|                | Marie-Christine Delebarre                    | MÉI            | 365          | 1            |             |             |  |
|                | Geoffroy Bertholle                           | SÉGA           | 276          | 0,76         |             |             |  |
|                |                                              |                |              |              |             |             |  |
| Inscrits       | Inscrits                                     | Inscrits       | 56 587       | 100,00       | 56 588      | 100,00      |  |
| Abstentions    | Abstentions                                  | Abstentions    | 18 526       | 32,74        | 15 293      | 27,03       |  |
| Votants        | Votants                                      | Votants        | 38 061       | 67,26        | 41 295      | 72,97       |  |
| Blancs et nuls | Blancs et nuls                               | Blancs et nuls | 1 711        | 4,5          | 1 157       | 2,8         |  |
| Exprimés       | Exprimés                                     | Exprimés       | 36 350       | 95,5         | 40 138      | 97,2        |  |

Le suppléant de Louis de Broissia était Jean-Marc Nudant, directeur général de société, adjoint au Maire de Dijon. Louis de Broissia fut élu sénateur le 27 septembre 1998.

### Élection partielle de 1998
| Candidat       | Candidat             | Parti          | Premier tour | Premier tour | Second tour | Second tour |  |
| Candidat       | Candidat             | Parti          | Voix         | %            | Voix        | %           |  |
| -------------- | -------------------- | -------------- | ------------ | ------------ | ----------- | ----------- |  |
|                | Jean-Marc Nudant élu | RPR (APF)      | 7 140        | 40,79        | 10 600      | 55,67       |  |
|                | Colette Popard       | PS             | 5 207        | 29,75        | 8 422       | 44,33       |  |
|                | Liliane Floiras      | FN             | 2 659        | 15,19        |             |             |  |
|                | Alain Bardot         | PCF            | 988          | 5,64         |             |             |  |
|                | Jean-Jacques Bernard | Les Verts      | 691          | 3,95         |             |             |  |
|                | Jacqueline Lambert   | LO             | 356          | 2,03         |             |             |  |
|                | Alexandre Jurado     | MÉI            | 308          | 1,76         |             |             |  |
|                | Jean-Louis Enet      | LCR            | 156          | 0,89         |             |             |  |
|                |                      |                |              |              |             |             |  |
| Inscrits       | Inscrits             | Inscrits       | 57 312       | 100,00       | 57 314      | 100,00      |  |
| Abstentions    | Abstentions          | Abstentions    | 39 134       | 68,28        | 37 186      | 64,88       |  |
| Votants        | Votants              | Votants        | 18 178       | 31,72        | 20 128      | 35,12       |  |
| Blancs et nuls | Blancs et nuls       | Blancs et nuls | 673          | 3,7          | 1 086       | 5,4         |  |
| Exprimés       | Exprimés             | Exprimés       | 17 505       | 96,3         | 19 042      | 94,6        |  |

### Élections de 2002
| Candidat       | Candidat                       | Parti            | Premier tour | Premier tour | Second tour | Second tour |  |
| Candidat       | Candidat                       | Parti            | Voix         | %            | Voix        | %           |  |
| -------------- | ------------------------------ | ---------------- | ------------ | ------------ | ----------- | ----------- |  |
|                | Jean-Marc Nudant sortant réélu | UMP              | 16 317       | 42,67        | 19 520      | 56,79       |  |
|                | Colette Popard                 | PS               | 12 219       | 31,95        | 14 851      | 43,21       |  |
|                | Franck Gaillard                | FN               | 4 899        | 12,81        |             |             |  |
|                | Catherine Hervieu              | Les Verts        | 1 033        | 2,7          |             |             |  |
|                | Daniel Skowron                 | Divers droite    | 895          | 2,34         |             |             |  |
|                | Odile Arpin                    | Pôle républicain | 570          | 1,49         |             |             |  |
|                | Marie-Noëlle Contant           | CPNT             | 450          | 1,18         |             |             |  |
|                | Najate Haie                    | LCR              | 367          | 0,96         |             |             |  |
|                | Jacqueline Lambert             | LO               | 348          | 0,91         |             |             |  |
|                | Patrick Jubault                | MNR              | 297          | 0,78         |             |             |  |
|                | Patrick Viot                   | MÉI              | 285          | 0,75         |             |             |  |
|                | Hervé Estival                  | RCF              | 193          | 0,5          |             |             |  |
|                | Dominique Salomon              | GÉ               | 158          | 0,41         |             |             |  |
|                | Christine Colin                | PT               | 157          | 0,41         |             |             |  |
|                | François Bourlet               | Divers           | 56           | 0,15         |             |             |  |
|                |                                |                  |              |              |             |             |  |
| Inscrits       | Inscrits                       | Inscrits         | 58 516       | 100,00       | 58 518      | 100,00      |  |
| Abstentions    | Abstentions                    | Abstentions      | 19 634       | 33,55        | 22 762      | 38,9        |  |
| Votants        | Votants                        | Votants          | 38 882       | 66,45        | 35 756      | 61,1        |  |
| Blancs et nuls | Blancs et nuls                 | Blancs et nuls   | 638          | 1,64         | 1 385       | 3,87        |  |
| Exprimés       | Exprimés                       | Exprimés         | 38 244       | 98,36        | 34 371      | 96,13       |  |

Le suppléant de Jean-Marc Nudant était Rémi Delatte, exploitant agricole, conseiller régional de Bourgogne, maire de Saint-Apollinaire.

### Élections de 2007
| Candidat       | Candidat                | Parti          | Premier tour | Premier tour | Second tour | Second tour |  |
| Candidat       | Candidat                | Parti          | Voix         | %            | Voix        | %           |  |
| -------------- | ----------------------- | -------------- | ------------ | ------------ | ----------- | ----------- |  |
|                | Rémi Delatte élu        | UMP            | 19 108       | 49,16        | 22 031      | 57,52       |  |
|                | Colette Popard          | PS             | 10 681       | 27,48        | 16 269      | 42,48       |  |
|                | François Trouwborst     | UDF–MoDem      | 2 820        | 7,26         |             |             |  |
|                | Brigitte Gomez-Flammant | FN             | 1 662        | 4,28         |             |             |  |
|                | Catherine Hervieu       | Les Verts      | 1 379        | 3,55         |             |             |  |
|                | Christophe Cailleaux    | LCR            | 816          | 2,1          |             |             |  |
|                | Nelly Goby              | PCF            | 540          | 1,39         |             |             |  |
|                | Corinne Bathelier       | MPF            | 473          | 1,22         |             |             |  |
|                | Corinne Da Silva        | GÉ             | 341          | 0,88         |             |             |  |
|                | Jacqueline Lambert      | LO             | 296          | 0,76         |             |             |  |
|                | Marie-Claude Vieuchange | Divers         | 293          | 0,75         |             |             |  |
|                | Gérard Pierre           | MRC            | 276          | 0,71         |             |             |  |
|                | Roger Carteron          | MNR            | 181          | 0,47         |             |             |  |
|                |                         |                |              |              |             |             |  |
| Inscrits       | Inscrits                | Inscrits       | 64 506       | 100,00       | 64 494      | 100,00      |  |
| Abstentions    | Abstentions             | Abstentions    | 25 084       | 38,89        | 25 197      | 39,07       |  |
| Votants        | Votants                 | Votants        | 39 422       | 61,11        | 39 297      | 60,93       |  |
| Blancs et nuls | Blancs et nuls          | Blancs et nuls | 556          | 1,41         | 997         | 2,54        |  |
| Exprimés       | Exprimés                | Exprimés       | 38 866       | 98,59        | 38 300      | 97,46       |  |

### Élections de 2012
| Candidat       | Candidat                   | Parti                    | Premier tour | Premier tour | Second tour | Second tour |  |
| Candidat       | Candidat                   | Parti                    | Voix         | %            | Voix        | %           |  |
| -------------- | -------------------------- | ------------------------ | ------------ | ------------ | ----------- | ----------- |  |
|                | Rémi Delatte sortant réélu | UMP                      | 14 813       | 37,29        | 19 935      | 52,00       |  |
|                | Pierre Pribetich           | PS                       | 13 885       | 34,96        | 18 400      | 48,00       |  |
|                | Stéphane Bouvier           | RBM (FN)                 | 5 850        | 14,73        |             |             |  |
|                | Najate Haie                | FG (Divers gauche) (PCF) | 1 971        | 4,96         |             |             |  |
|                | Catherine Hervieu          | EÉLV (MÉI)               | 1 324        | 3,33         |             |             |  |
|                | Pierre-Louis Monteiro      | CpF (MoDem)              | 992          | 2,50         |             |             |  |
|                | Patrick Muller             | AÉI                      | 278          | 0,70         |             |             |  |
|                | Gérald Schwartzmann        | Pirate                   | 226          | 0,57         |             |             |  |
|                | Claire Rocher              | LO                       | 202          | 0,51         |             |             |  |
|                | Camille Perrin             | NPA                      | 180          | 0,45         |             |             |  |
|                |                            |                          |              |              |             |             |  |
| Inscrits       | Inscrits                   | Inscrits                 | 66 186       | 100,00       | 66 189      | 100,00      |  |
| Abstentions    | Abstentions                | Abstentions              | 26 040       | 39,34        | 26 856      | 40,57       |  |
| Votants        | Votants                    | Votants                  | 40 146       | 60,66        | 39 333      | 59,43       |  |
| Blancs et nuls | Blancs et nuls             | Blancs et nuls           | 425          | 1,06         | 998         | 2,54        |  |
| Exprimés       | Exprimés                   | Exprimés                 | 39 721       | 98,94        | 38 335      | 97,46       |  |

### Élections de 2017
|                                                                              |                                                                                       |                           |                           |                          |                          |
|                                                                              |                                                                                       | Premier tour 11 juin 2017 | Premier tour 11 juin 2017 | Second tour 18 juin 2017 | Second tour 18 juin 2017 |
|                                                                              |                                                                                       |                           |                           |                          |                          |
|                                                                              |                                                                                       | Nombre                    | % des inscrits            | Nombre                   | % des inscrits           |
| Inscrits                                                                     | Inscrits                                                                              | 68 771                    | 100,00                    | 68 771                   | 100,00                   |
| Abstentions                                                                  | Abstentions                                                                           | 33 353                    | 48,50                     | 38 327                   | 55,73                    |
| Votants                                                                      | Votants                                                                               | 35 418                    | 51,50                     | 30 444                   | 44,27                    |
|                                                                              |                                                                                       |                           | % des votants             |                          | % des votants            |
| Bulletins blancs                                                             | Bulletins blancs                                                                      | 440                       | 1,24                      | 2 327                    | 7,64                     |
| Bulletins nuls                                                               | Bulletins nuls                                                                        | 162                       | 0,46                      | 748                      | 2,46                     |
| Suffrages exprimés                                                           | Suffrages exprimés                                                                    | 34 816                    | 98,30                     | 27 369                   | 89,90                    |
|                                                                              |                                                                                       |                           |                           |                          |                          |
| Candidat Étiquette politique (partis et alliances)                           | Candidat Étiquette politique (partis et alliances)                                    | Voix                      | % des exprimés            | Voix                     | % des exprimés           |
|                                                                              |                                                                                       |                           |                           |                          |                          |
|                                                                              | François Deseille La République en marche !                                           | 11 341                    | 32,57                     | 13 017                   | 47,56                    |
|                                                                              | Rémi Delatte (député sortant) Les Républicains (Union des démocrates et indépendants) | 8 959                     | 25,73                     | 14 352                   | 52,44                    |
|                                                                              | Franck Gaillard Front national                                                        | 4 654                     | 13,37                     |                          |                          |
|                                                                              | Patricia Marc La France insoumise                                                     | 3 743                     | 10,75                     |                          |                          |
|                                                                              | Pierre Pribetich Parti socialiste                                                     | 1 995                     | 5,73                      |                          |                          |
|                                                                              | Catherine Hervieu Europe Écologie Les Verts                                           | 1 518                     | 4,36                      |                          |                          |
|                                                                              | Éric Copie Divers droite                                                              | 849                       | 2,44                      |                          |                          |
|                                                                              | Tata Ouarag Parti communiste français                                                 | 647                       | 1,86                      |                          |                          |
|                                                                              | Christine Grandjean Mouvement 100%                                                    | 449                       | 1,29                      |                          |                          |
|                                                                              | Delphine Brayard Union populaire républicaine                                         | 234                       | 0,67                      |                          |                          |
|                                                                              | Claire Rocher Lutte ouvrière                                                          | 232                       | 0,67                      |                          |                          |
|                                                                              | Fabrice Gruet Debout la France                                                        | 195                       | 0,56                      |                          |                          |
| Source : Ministère de l'Intérieur - Deuxième circonscription de la Côte-d'Or |                                                                                       |                           |                           |                          |                          |

### Élections de 2022
| Résultats des élections législatives des 12 et 19 juin 2022 de la 2e circonscription de Côte-d'Or |                          |                          |                          |              |              |             |             |
| Candidat                                                                                          | Candidat                 | Parti et coalition       | Nuance                   | Premier tour | Premier tour | Second tour | Second tour |
| Candidat                                                                                          | Candidat                 | Parti et coalition       | Nuance                   | Voix         | %            | Voix        | %           |
|                                                                                                   | Catherine Hervieu,       | EELV (NUPES)             | NUP                      | 10 116       | 29,27        | 14 684      | 48,30       |
|                                                                                                   | Benoît Bordat            | FP (ENS)                 | ENS                      | 9 347        | 27,04        | 15 715      | 51,70       |
|                                                                                                   | Mélanie Fortier          | RN                       | RN                       | 7 151        | 20,69        |             |             |
|                                                                                                   | Adrien Huguet            | LR                       | LR                       | 3 952        | 11,43        |             |             |
|                                                                                                   | Franck Gaillard          | REC                      | REC                      | 1 662        | 4,81         |             |             |
|                                                                                                   | Bruno David              | LR diss.                 | DVD                      | 1 217        | 3,52         |             |             |
|                                                                                                   | Claire Rocher            | LO                       | DXG                      | 591          | 1,71         |             |             |
|                                                                                                   | Amélia Salinas           | DLF (UPF)                | DSV                      | 530          | 1,53         |             |             |
| Votes valides                                                                                     | Votes valides            | Votes valides            | Votes valides            | 34 566       | 97,80        | 30 398      | 90,49       |
| Votes blancs                                                                                      | Votes blancs             | Votes blancs             | Votes blancs             | 607          | 1,72         | 2 294       | 6,83        |
| Votes nuls                                                                                        | Votes nuls               | Votes nuls               | Votes nuls               | 172          | 0,49         | 901         | 2,68        |
| Total                                                                                             | Total                    | Total                    | Total                    | 35 345       | 100          | 33 593      | 100         |
| Abstention                                                                                        | Abstention               | Abstention               | Abstention               | 36 160       | 50,57        | 37 913      | 53,02       |
| Inscrits / participation                                                                          | Inscrits / participation | Inscrits / participation | Inscrits / participation | 71 505       | 49,43        | 71 506      | 46,98       |

### Élections de 2024
| Candidat                 | Candidat                 | Parti et coalition       | Nuance                   | Premier tour | Premier tour | Second tour | Second tour |
| Candidat                 | Candidat                 | Parti et coalition       | Nuance                   | Voix         | %            | Voix        | %           |
| ------------------------ | ------------------------ | ------------------------ | ------------------------ | ------------ | ------------ | ----------- | ----------- |
|                          | Tatiana Guyenot          | RN                       | RN                       | 17 181       | 34,64        | 21 184      | 46,37       |
|                          | Catherine Hervieu        | LÉ (NFP)                 | UG                       | 13 723       | 27,67        | 24 496      | 53,63       |
|                          | Benoît Bordat            | FP (ENS)                 | ENS                      | 12 225       | 24,65        | Retrait     | Retrait     |
|                          | Laurent Bourguignat      | LR - NÉ (UDC)            | LR                       | 3 982        | 8,03         |             |             |
|                          | Julien Gonzalez          | ÉAC                      | ECO                      | 1 222        | 2,46         |             |             |
|                          | Claire Rocher            | LO                       | EXG                      | 522          | 1,05         |             |             |
|                          | Franck Gaillard          | REC                      | REC                      | 512          | 1,03         |             |             |
|                          | Elisabeth Bertrand       | DLF                      | DSV                      | 231          | 0,47         |             |             |
|                          |                          |                          |                          |              |              |             |             |
| Suffrages exprimés       | Suffrages exprimés       | Suffrages exprimés       | Suffrages exprimés       | 49 598       | 97,99        | 45 680      | 90,66       |
| Votes blancs             | Votes blancs             | Votes blancs             | Votes blancs             | 767          | 1,52         | 3 758       | 7,46        |
| Votes nuls               | Votes nuls               | Votes nuls               | Votes nuls               | 248          | 0,49         | 949         | 1,88        |
| Total                    | Total                    | Total                    | Total                    | 50 613       | 100          | 50 387      | 100         |
| Abstention               | Abstention               | Abstention               | Abstention               | 21 398       | 29,71        | 21 645      | 30,05       |
| Inscrits / participation | Inscrits / participation | Inscrits / participation | Inscrits / participation | 72 011       | 70,29        | 72 032      | 69,95       |

Le suppléant de Catherine Hervieu est David Camus, DVG, sapeur-pompier professionnel, de Villers-les-Pots.